# أكتيون 14أف13
أكتيون 14أف13، يسمى أيضًا «زوندربيهاندلونج (معاملة خاصة) 14f13» وAktion 14f13، كانت حملة من قبل ألمانيا النازية لإنهاء حياة سجناء معسكرات الاعتقال النازية. وتسمى الحملة أيضا القتل الرحيم، وتم إعدام المرضى وكبار السن والذين يعتبرون غير صالحين للعمل، من بقية السجناء في عملية الاختيار، وبعد ذلك قتلوا. كانت الحملة النازية عام 1941 حتي 1944 وغطت لاحقا مجموعات أخرى من سجناء معسكرات الاعتقال.

## التنظيم

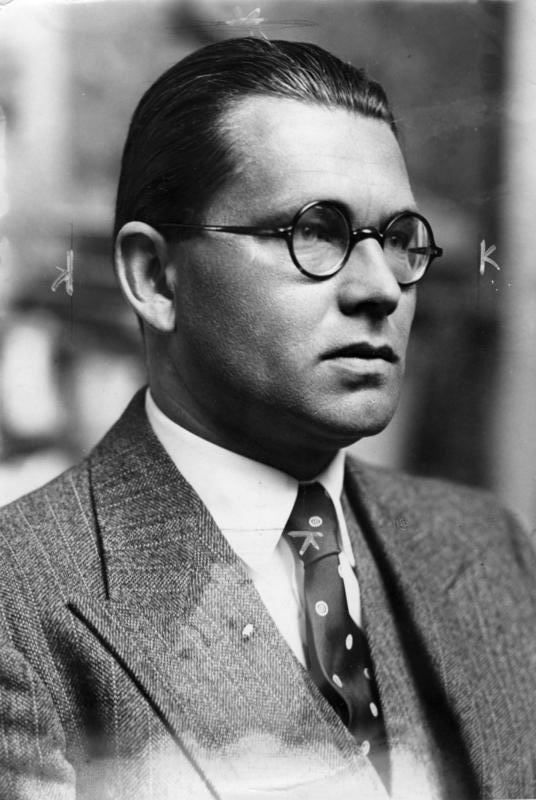
فيليب بوهلر، رئيس برنامج T4

## التحديدات، المرحلة الأولى

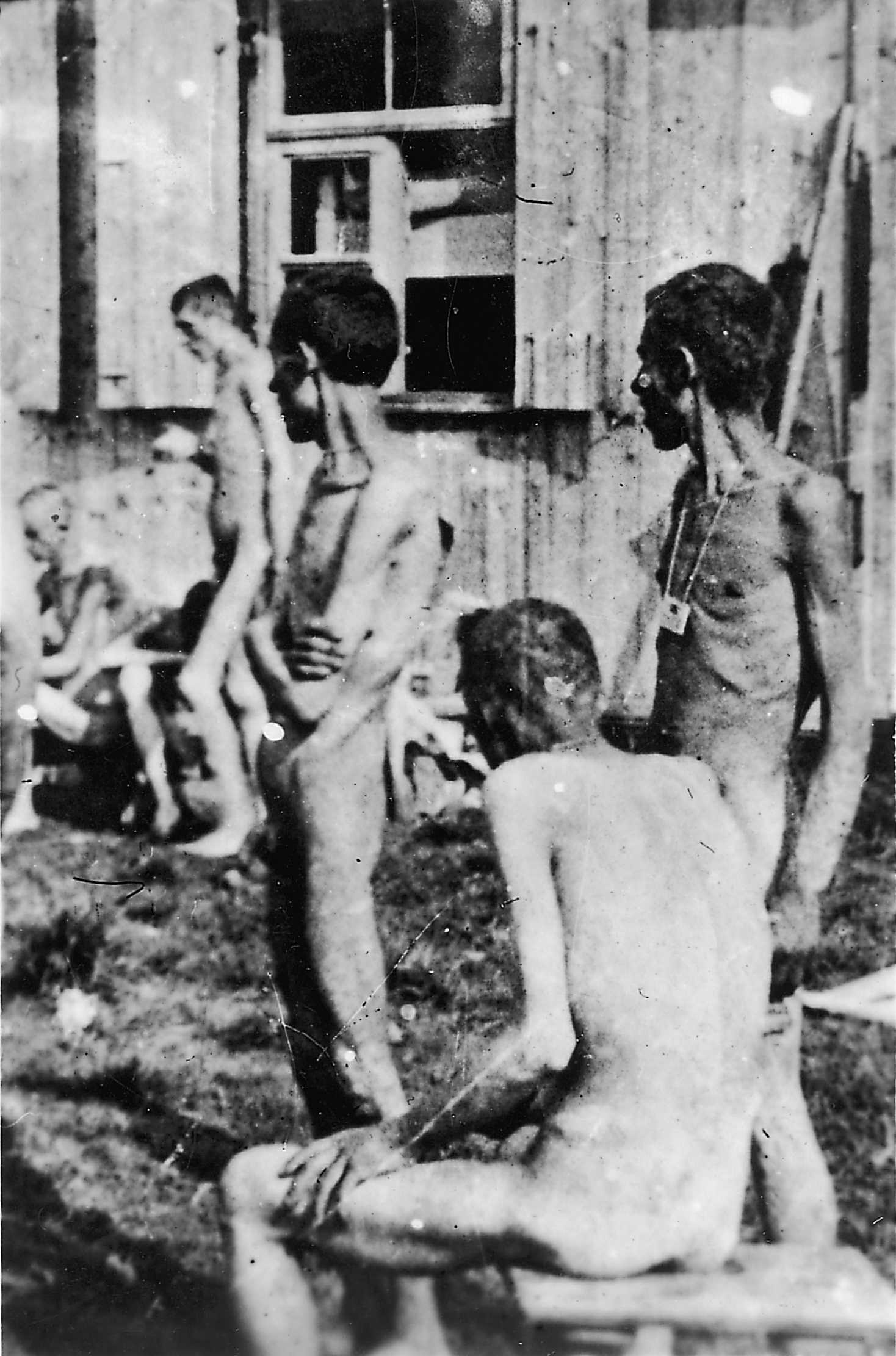
سجناء بوخنفالد في 16 أبريل 1945، وهو اليوم الذي تم فيه تحرير المخيم

بعد بدء العملية في أبريل 1941، بدأت مجموعة من الأطباء زيارة معسكرات الاعتقال لاختيار السجناء المرضى والعجزة من أجل «القضاء عليهم». تضمنت هذه اللوحة أولئك الذين لديهم خبرة بالفعل من أكتيون تي4، مثل الأساتذة Werner Heyde وHermann Paul Nitsche والأطباء Friedrich Mennecke وCurt Schmalenbach وHorst Schumann و Otto Hebold و Rudolf Lonauer وRobert Müller وTheodor Steinmeyer و Gerhard Wischer و Viktor Ratka و Hans Bodo Gorgaß. لتسريع العملية، أعد قادة المعسكر قائمة اختيار أولية، كما فعلوا في عملية T4. هذا لم يترك سوى عدد قليل من الأسئلة للإجابة عليها، مثل المعلومات الشخصية وتاريخ الدخول إلى المخيم وتشخيص الأمراض المستعصية وإصابات الحرب والإحالة الجنائية بناءً على القانون الجنائي للرايخ الثالث وأي جرائم سابقة. سيتم تجميع أسماء ballastexistenzen (السجناء ذوو الوزن الثقيل) وتقديمها إلى الأطباء من أجل سحبهم من الخدمة، والتي شملت أي سجين لم يتمكن من العمل لفترة طويلة أو كان عاجزًا بشكل كبير ولن يتمكن من العودة إلى العمل.

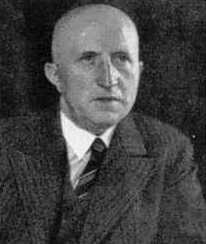
بول نيتشه، طبيب نفسي نازي أعدمه الحلفاء عام 1948، ويرجع ذلك جزئيًا إلى دوره في اختيار السجناء للإبادة

كان على السجناء في الاختيار الأولي إبلاغ اللجنة الطبية ولكن لم يكن هناك فحص طبي مناسب؛ تم استجواب السجناء حول مشاركتهم في الحرب العالمية الأولى وعن أي ميداليات حرب ربما تلقوها. بناءً على سجلات الأفراد والسجلات الطبية، قررت اللجنة كيفية تصنيف كل سجين. تم إجراء التقييم النهائي باستخدام المعلومات الواردة في نموذج الإبلاغ وكان مقصورًا على القرار بشأن ما إذا كان السجين سيتم توجيهه نحو «معاملة خاصة» 14f13 أم لا. تم إرسال نموذج التقرير والنتائج للتسجيل الوثائقي في المكتب المركزي T4 في برلين.
شجعت إدارة المخيم أحياناً السجناء الذين يتم النظر في الاختيار الأولي على التقدم إذا شعروا بالمرض أو غير قادرين على العمل. وقادوا إلى الاعتقاد بأنهم سيذهبون إلى «معسكر الإنعاش»، حيث سيكون عليهم واجبات خفيفة. يعتقد العديد من السجناء الكذب وتطوعوا بسهولة، ولكن بعد أن تم إطلاق النار عليهم بالغاز في مراكز القتل، أعيدت متعلقات الضحايا إلى مستودع المخيم للفرز. عرف السجناء السبب الحقيقي للاختيار، وحتى السجناء الذين يعانون من أمراض خطيرة توقفوا عن إبلاغ العيادة.
وقع الاختيار الأول المعروف في أبريل 1941 في محتشد اعتقال ساكسِنهاوزن. وبحلول الصيف، قُتل ما لا يقل عن 400 سجين من ساشسينهاوزن. وخلال الفترة نفسها، تم إطلاق النار على 450 سجيناً من بوخنفالد و 575 سجيناً من محتشد أوشفيتز بالغاز في مركز مركز سونينشتاين للقتل الرحيم. تم استخدام مركز هارثيم للقتل الرحيم لقتل 1000 سجين من معسكر اعتقال ماوتهاوزن. بين سبتمبر ونوفمبر 1941، تم حرق 3000 سجين من داكاو وعدة آلاف من الأشخاص من ماوتهاوزن ومعسكر اعتقال جوسين المجاور في هارتهايم. السجناء من فلوسنبرج، نيونغامي ورافنسبروك كما تم اختيار المخيمات وقتل. بعد نوفمبر، تم إطلاق 1000 سجين آخرين من بوخنوالد، و850 من رافنسبروك و214 من جروس روزن، بالغاز في قلعة Sonnenstein وBernburg. من مارس إلى أبريل 1942، تم قتل حوالي 1600 امرأة في رافنسبروك بالغاز في برنبورغ.

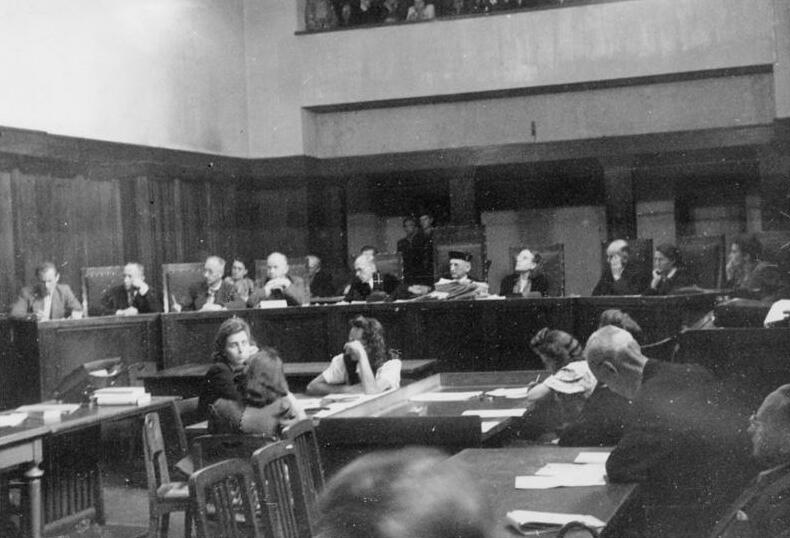
قاعة المحكمين عام 1947 أثناء محاكمة أطباء دريسدن عن الجرائم المرتكبة في مركز سونينشتاين للقتل الرحيم

### اقتباسات
1. 1 2 3 4 5 6 7 8 9 10 11 12  "Nuremberg Trials Project".
2. ↑  "Nuremberg Trials Project".
3. ↑  وصلة مرجع: https://nuremberg.law.harvard.edu/documents/213-report-to-the-ss?mode=image&q=author:%22Roedl%22.
4. ↑  Evans, Suzanne E. (1 Jan 2004). Forgotten Crimes: The Holocaust and People with Disabilities (بالإنجليزية). Ivan R. Dee. ISBN:9781566635653. Archived from the original on 2020-04-07.
5. ↑  Wachsmann, Nikolaus (14 Apr 2015). KL: A History of the Nazi Concentration Camps (بالإنجليزية). Farrar, Straus and Giroux. ISBN:9781429943727. Archived from the original on 2020-04-07.

### قائمة المراجع
- Walter Grode، Die "Sonderbehandlung 14f13" in den Konzentrationslagern des Dritten Reiches. Ein Beitrag zur Dynamik faschistischer Vernichtungspolitik ، Lang ، Frankfurt am Main (1987) (ردمك 978-3-8204-0153-0)
- ستانيسلاف كلودزينسكي، يموت "Aktion 14f13". Der Transport von 575 Häftlingen von Auschwitz in das "Sanatorium Dresden" in Götz Aly (Editor)، Aktion T4 1939 - 45. Die "Euthanasie" -Zentrale in der Tiergartenstraße 4 ، Edition Hentrich، Berlin (1987) (ردمك 978-3-926175-66-3)
- إرنست كلي، "Euthanasie" im NS-Staat. Die 'Vernichtung lebensunwerten Lebens ، S. Fischer Verlag ، Frankfurt am Main (1983) (ردمك 978-3-10-039303-6)
- إرنست كلي (محرر)، Dokumente zur "Euthanasie" ، Fischer Taschenbuch Verlag ، فرانكفورت أم ماين (1985) (ردمك 978-3-596-24327-3)
- إرنست كلي، Was sie taten - Was sie wurden ، Fischer Taschenbuch Verlag ، Frankfurt am Main (1986) (ردمك 978-3-596-24364-8)
- توماس شيلتر ، Unmenschliches Ermessen ، Kiepenheuer ، Leipzig (1998) (ردمك 978-3-378-01033-8)
- Eugen Kogon ، Hermann Langbein ، Adalbert Rückerl ، Nationalsozialistische Massentötungen durch Giftgas ، Fischer Taschenbuch Verlag ، Frankfurt am Main (1986) (ردمك 978-3-596-24353-2)
- جان ماري وينكلر، Gazage de concentrationnaires au château de Hartheim. L'action 14f13 en Autriche Annexée. Nouvelles recherches sur la comptabilité de la mort، éditions Tirésias - Michel Reynaud، Paris، 2010 (ردمك 978-2-915293-61-6)